# Alou Diarra
Alou Diarra (wym. [alu djaʁa]; ur. 15 lipca 1981 w Villepinte) – francuski piłkarz malijskiego pochodzenia występujący na pozycji pomocnika. Były reprezentant Francji, srebrny medalista Mistrzostw Świata 2006.

## Kariera klubowa
Karierę zaczynał w CS Louhans-Cuiseaux. Jako nastolatek podpisał (w 2000) kontrakt z Bayernem Monachium, dwa lata później został zawodnikiem Liverpoolu. Nie przebił się w żadnym z tych klubów, był wypożyczany do Le Havre AC i Bastii. W 2004 trafił do RC Lens. Latem 2006 za kwotę 6,25 miliona euro przeszedł do Olympique Lyon, gdzie miał zastąpić na pozycji defensywnego pomocnika Malijczyka Mahamadou Diarrę. W drużynie Lyonu nie wywalczył jednak pewnego miejsca w składzie i już rok później odszedł do Bordeaux. W sezonie 2008/2009 zdobył z nim mistrzostwo Francji. W lipcu 2011 roku przeszedł do Olympique Marsylia.
10 sierpnia 2012 roku podpisał 3-letni kontrakt z pierwszoligowym West Ham United.
31 stycznia 2013 roku, przeszedł na zasadzie wypożyczenia do Stade Rennais FC. W latach 2015–2016 grał w Charlton Athletic, a latem 2016 trafił do AS Nancy.
| Sezon   | Klub                    | Kraj    | Rozgrywki        | Mecze | Bramki | Rozgrywki Europy                    | Mecze | Bramki |
| ------- | ----------------------- | ------- | ---------------- | ----- | ------ | ----------------------------------- | ----- | ------ |
| 1999/00 | CS Louhans-Cuiseaux     | Francja | Division 2       | 3     | 0      | –                                   | –     | –      |
| 2000/01 | Bayern Monachium II     | Niemcy  | Regionalliga Süd | 28    | 4      | –                                   | –     | –      |
| 2001/02 | Bayern Monachium II     | Niemcy  | Regionalliga Süd | 13    | 1      | –                                   | –     | –      |
| 2002/03 | Le Havre AC (wyp.)      | Francja | Ligue 1          | 25    | 0      | –                                   | –     | –      |
| 2003/04 | SC Bastia (wyp.)        | Francja | Ligue 1          | 35    | 4      | –                                   | –     | –      |
| 2004/05 | RC Lens                 | Francja | Ligue 1          | 34    | 2      | –                                   | –     | –      |
| 2005/06 | RC Lens                 | Francja | Ligue 1          | 32    | 2      | Liga Europa UEFA                    | 10    | 0      |
| 2006/07 | Olympique Lyon          | Francja | Ligue 1          | 15    | 1      | Liga Mistrzów UEFA                  | 5     | 1      |
| 2007/08 | Girondins Bordeaux      | Francja | Ligue 1          | 36    | 4      | Liga Europa UEFA                    | 4     | 0      |
| 2008/09 | Girondins Bordeaux      | Francja | Ligue 1          | 35    | 2      | Liga Mistrzów UEFA Liga Europa UEFA | 6 2   | 1 0    |
| 2009/10 | Girondins Bordeaux      | Francja | Ligue 1          | 30    | 1      | Liga Mistrzów UEFA                  | 7     | 0      |
| 2010/11 | Girondins Bordeaux      | Francja | Ligue 1          | 32    | 4      | –                                   | –     | –      |
| 2011/12 | Olympique Marsylia      | Francja | Ligue 1          | 34    | 2      | Liga Mistrzów UEFA                  | 9     | 0      |
| 2012/13 | West Ham United         | Anglia  | Premier League   | 3     | 0      | –                                   | –     | –      |
| 2012/13 | Stade Rennais FC (wyp.) | Francja | Ligue 1          | 12    | 0      | –                                   | –     | –      |
| 2013/14 | West Ham United         | Anglia  | Premier League   | 3     | 0      | –                                   | –     | –      |
| 2014/15 | Charlton Athletic       | Anglia  | Championship     | 12    | 1      | –                                   | –     | –      |
| 2015/16 | Charlton Athletic       | Anglia  | Championship     | 32    | 2      | –                                   | –     | –      |
| 2016/17 | AS Nancy                | Francja | Ligue 2          | 18    | 2      | –                                   | –     | –      |

## Kariera reprezentacyjna
W reprezentacji debiutował 9 października 2004 w meczu z Irlandią. Podczas MŚ 06 zagrał w dwóch meczach, w meczu finałowym wszedł na boisko w 56 minucie, zmieniając kontuzjowanego Patricka Vieirę. Łącznie w kadrze rozegrał 44 spotkania.

## Sukcesy

### Klubowe
- RC Lens
  - Zwycięzca Puchar Intertoto: 2005
- Olympique Lyon
  - Mistrzowie Francji Ligue 1: 2006/2007
- Girondins Bordeaux
  - Mistrzowie Francji Ligue 1: 2008/2009
  - Zwycięzca Superpuchar Francji: 2008, 2009
  - Zwycięzca Puchar Ligi Francuskiej: 2009
  - Finalista Puchar Ligi Francuskiej: 2010
- Olympique Marsylia
  - Zwycięzca Superpuchar Francji: 2011
  - Zwycięzca Puchar Ligi Francuskiej: 2012

### Reprezentacyjne
- Francja
  - Finalista Mistrzostwa świata w piłce nożnej: 2006